# Henk de Bouter
Henk de Bouter (Driebergen-Rijsenburg, 27 november 1968) is een Nederlands kunstenaar, kunstschilder en graficus.

## Levensloop
Henk de Bouter kreeg zijn opleiding aan de faculteit Beeldende Kunst en Vormgeving van de HKU in Utrecht (1993-1994) en aan de Academie van Beeldende Kunsten in Rotterdam (1994-1998). Hij werkt onder zijn eigen naam maar ook vanaf ca. 2000 onder het pseudoniem “LINK” bij de internationale kunstbeweging van de Toyisten uit Emmen/Groningen. 
Rond 2000 nam hij de kunstzeefdrukkerij van “Dettmeijer en Van Eijk” over van kunstenares Simone Dettmeijer en kunstenaar Frans van Eijk, van wie hij het drukken leerde. De Bouter maakt voor en samen met andere kunstenaars kunst- en zeefdrukken.
In 1998 won Henk de Bouter de Buning Brongers Prijs, een prijs die sinds 1966 elke twee jaar wordt uitgereikt. Eerder in 1989 had hij de 3e prijs gewonnen bij het Concours Artistique Bergen. In 2003 was hij genomineerd voor Kunstenaar van het Jaar.

## Werk

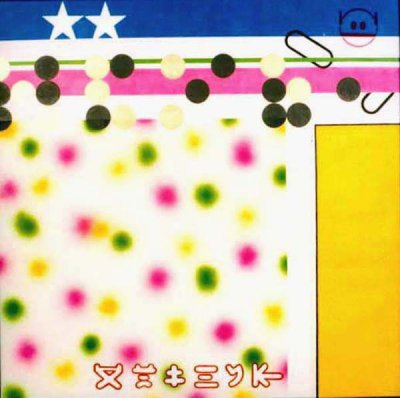
"Techno", Olie/acryl op doek, 95 x 95 cm

De schilderijen van Henk de Bouter vinden hun oorsprong in de indrukken en de kennis die hij eerder opdeed tijdens zijn technische opleidingen. Tijdens zijn studie aan de Rotterdamse academie werd de invloed van de computer op mens en samenleving een steeds belangrijker onderwerp in zijn werk. De Bouter legt in zijn werk geregeld de link met de nieuwe media en hun technische aspecten. Ook gaat hij op zoek naar nieuwe technologieën die voor hem de aanleiding kunnen zijn een schilderij of object te maken.
Met zijn "Atelier Henk de Bouter", diverse galeries en de toyisten zijn werken van zijn hand in meerdere landen tentoongesteld, waaronder Nederland, Duitsland, Frankrijk, Rusland, de Verenigde Staten en diverse plekken in Azië. Zijn werk is opgenomen in collecties en musea, galeries, bedrijven, particulieren en diverse kunstuitleencentra.

## Opdrachten (selectie)
- 1998, 2001 binnensituaties, Sophia Kinderziekenhuis, Rotterdam
- 2000 grafiekopdracht, Stichting Vrienden van het Sophia Kinderziekenhuis, Rotterdam
- 2001 grafiekopdracht, De schatten van Noord / Stichting Kunst en Welzijn, Rotterdam
- 2001 De schatten van Noord, Stichting Kunst en Welzijn Rotterdam
- 2002 Kindercarrousel, Hoorn
- 2002 Communart, Amsterdam
- 2003 Kindercarrousel, Hoorn
- 2004 Familiehuis Daniel den Hoed (ziekenhuis)

## Tentoonstellingen
- 1995 Galerie Schröder Foundation, Den Haag
- 1995 Galerie Living Art Box, Amsterdam
- 1996 Galerie Art and Interdesign, Hattem
- 1996 International Art Fair Mechelen (België)
- 1996 Galerie Living Art, KunstRai, Amsterdam
- 1996 Galerie Schröder Foundation, Den Haag
- 1997 100 jonge Nederlandse schilders op Ameland
- 1997 Grosse Kunst Ausstellung Düsseldorf (Duitsland)
- 1998 Buning Brongers stichting De Zaaijer, Amsterdam
- 1999 KunstHal, Rotterdam
- 1999 Centrale bibliotheek Rotterdam, Rotterdam
- 1999 CBK Rotterdam expo nieuwe aanwinsten, Rotterdam
- 2000 Grosse Kunst Ausstellung Düsseldorf (Duitsland)
- 2000 Galerie Schröder Foundation, KunstRai, Amsterdam
- 2000 Gallery 2000, stichting Thea Linschoten, Sint-Petersburg (Rusland)
- 2001 Galerie Schröder Foundation, Den Haag
- 2001 Galerie Schröder Foundation, La Pommerie, Saint Setiers (Frankrijk)
- 2001 Galerie Schröder Foundation, Art Rotterdam, Rotterdam / KunstRai, Amsterdam
- 2002 Flex-expo Wageningen
- 2002 Grosse Kunst Ausstellung Düsseldorf (Duitsland)
- 2003 Nationale KunstGala expositie Jaarbeurs Utrecht genomineerde kunstenaars Kunstenaar van het jaar, Utrecht
- 2003 TopArt, 2003 Koninklijke Nederlandse Jaarbeurs Utrecht
- 2003/04 Rondreizende tentoonstelling Gallery Heden (Nederland)
- 2004 NewSpace Art Gallery Eindhoven
- 2020 Expo Only CBK Rotterdam Rotterdam